# Federação Italiana de Voleibol
A Federação Italiana de Voleibol  (em italiano: Federazione Italiana Pallavolo FIPAV) é  uma organização fundada em 1946 que governa a pratica de voleibol na Itália, sendo membro da Federação Internacional de Voleibol desde 1947 e da Confederação Européia de Voleibol. A entidade é responsável por organizar os campeonatos nacionais de  voleibol masculino e feminino no país.